# Riccardo Pineri
 (décembre 2009).
Si vous disposez d'ouvrages ou d'articles de référence ou si vous connaissez des sites web de qualité traitant du thème abordé ici, merci de compléter l'article en donnant les références utiles à sa vérifiabilité et en les liant à la section « Notes et références ».
Riccardo Pineri, né en 1948 à Cesana Torinese (Italie), il est professeur émérite des universités, spécialiste d’esthétique. Philosophe de formation, il a été élève de Luigi Pareyson à l'université de Turin.
Il a enseigné dans les universités de Toulouse, Montpellier et à l'université de la Polynésie française.

## Biographie
Philosophe de formation, spécialiste de Vico (Présence de Vico, sous la direction de, Main d'œuvre, Montpellier, 1994), il s'occupe plus particulièrement d'esthétique.
Il a publié aux éditions philosophiques Vrin (Leopardi et le retrait de la voix, ed philosophiques Vrin, 1993), aux éditions Balland (Matière de Polynésie, coll. Naissance des imaginaires) et aux éditions Main d'œuvre de Montpellier.
Il a également écrit des ouvrages sur les rapports de l'art occidental et de la Polynésie : L'île matière de Polynésie aux éditions Le motu 2004; Joan Abello en Polynésie 2005, aux éditions du Musée de Tahiti et des îles; Jean-Charles Bouloc aux éditions 'Ura de Tahiti, 2009, Andreas Dettloff aux éditions Ura de Tahiti en 2014, Jean-Luc Bousquet aux éditions Ura de Tahiti en 2022.
Il a dirigé le colloque Gauguin pour le centenaire de la mort du peintre et dirigé les actes publiés aux éditions Le motu, 2005.